# Olizy-Primat
Pour les articles homonymes, voir Olizy (homonymie).
Olizy-Primat est une commune française, située dans le département des Ardennes en région Grand Est.

## Géographie
| Falaise           | Longwé         |        |
| Savigny-sur-Aisne | Olizy-Primat : |        |
| Brécy-Brières     |                | Termes |

### Hydrographie
La commune est dans la région hydrographique « la Seine du confluent de l'Oise (inclus) à l'embouchure » au sein du bassin Seine-Normandie. Elle est drainée par l'Aisne, le ruisseau du Moulin, le ruisseau de Longwe, le cours d'eau 01 de Beaurepaire, le Fossé 01 de la commune de Olizy-Primat, le cours d'eau 01 du Tron du Loup, le cours d'eau 01 de la Fontaine de Broyes, le cours d'eau 01 du Bois de la Sarte, le ruisseau de Saint-Gourgon, le Fossé des Hauts Prés, le cours d'eau 01 de la commune de Falaise, le Fossé 05 de la commune de Olizy-Primat et divers autres petits cours d'eau,.
L'Aisne est un  cours d'eau naturel navigable de 256 km de longueur, traversant les cinq départements Meuse, Marne, Ardennes, Aisne, Oise. Elle est un affluent de rive gauche de l'Oise, ce qui fait d'elle un sous-affluent de la Seine. Elle longe la commune sur son flanc sud-ouest, coulant du sud au nord, sur une longueur d'environ 2,6 km.

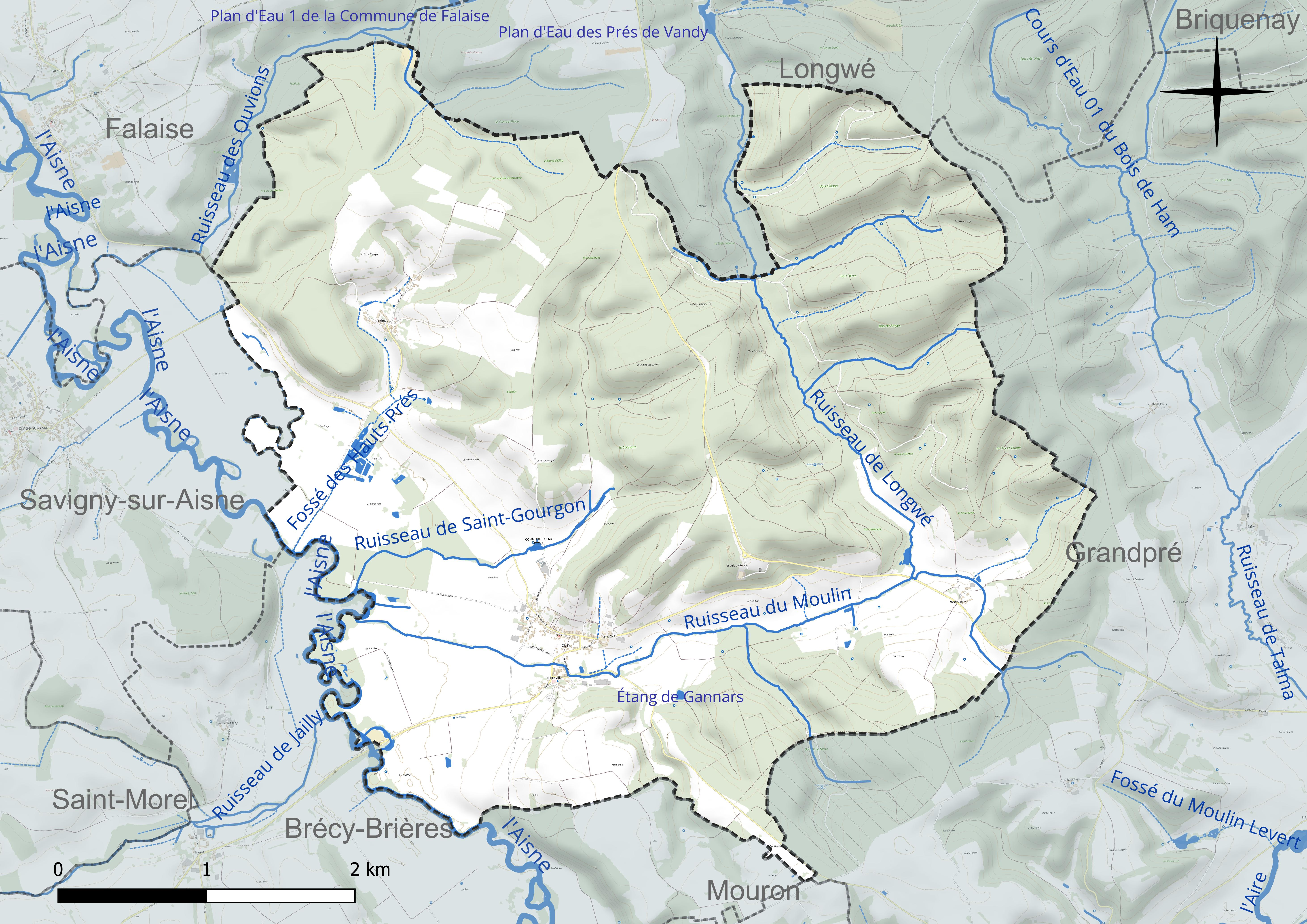
Réseau hydrographique d'Olizy-Primat.

Un plan d'eau complète le réseau hydrographique : l'étang de Gannars (0,3 ha),.

### Climat
Pour des articles plus généraux, voir Climat du Grand Est et Climat des Ardennes.
En 2010, le climat de la commune est de type climat des marges montargnardes, selon une étude du Centre national de la recherche scientifique s'appuyant sur une série de données couvrant la période 1971-2000. En 2020, Météo-France publie une typologie des climats de la France métropolitaine dans laquelle la commune est exposée à un climat océanique altéré et est dans la région climatique Nord-est du bassin Parisien, caractérisée par un ensoleillement médiocre, une pluviométrie moyenne régulièrement répartie au cours de l’année et un hiver froid (3 °C).
Pour la période 1971-2000, la température annuelle moyenne est de 10,1 °C, avec une amplitude thermique annuelle de 15,8 °C. Le cumul annuel moyen de précipitations est de 861 mm, avec 13,1 jours de précipitations en janvier et 9,2 jours en juillet. Pour la période 1991-2020, la température moyenne annuelle observée sur la station météorologique de Météo-France la plus proche, « Montcheutin_sapc », sur la commune de Montcheutin à 7 km à vol d'oiseau, est de 11,0 °C et le cumul annuel moyen de précipitations est de 721,9 mm. 
La température maximale relevée sur cette station est de 41,2 °C, atteinte le 25 juillet 2019 ; la température minimale est de −15,5 °C, atteinte le 20 décembre 2009,,.
Les paramètres climatiques de la commune ont été estimés pour le milieu du siècle (2041-2070) selon différents scénarios d'émission de gaz à effet de serre à partir des nouvelles projections climatiques de référence DRIAS-2020. Ils sont consultables sur un site dédié publié par Météo-France en novembre 2022.

## Urbanisme

### Typologie
Au 1er janvier 2024, Olizy-Primat est catégorisée commune rurale à habitat dispersé, selon la nouvelle grille communale de densité à 7 niveaux définie par l'Insee en 2022.
Elle est située hors unité urbaine. Par ailleurs la commune fait partie de l'aire d'attraction de Vouziers, dont elle est une commune de la couronne,. Cette aire, qui regroupe 45 communes, est catégorisée dans les aires de moins de 50 000 habitants,.

### Occupation des sols
L'occupation des sols de la commune, telle qu'elle ressort de la base de données européenne d’occupation biophysique des sols Corine Land Cover (CLC), est marquée par l'importance des forêts et milieux semi-naturels (63 % en 2018), une proportion sensiblement équivalente à celle de 1990 (62,4 %). La répartition détaillée en 2018 est la suivante : 
forêts (63 %), prairies (17,9 %), terres arables (16,3 %), zones urbanisées (1,5 %), zones agricoles hétérogènes (1,4 %). L'évolution de l’occupation des sols de la commune et de ses infrastructures peut être observée sur les différentes représentations cartographiques du territoire : la carte de Cassini (XVIIIe siècle), la carte d'état-major (1820-1866) et les cartes ou photos aériennes de l'IGN pour la période actuelle (1950 à aujourd'hui).

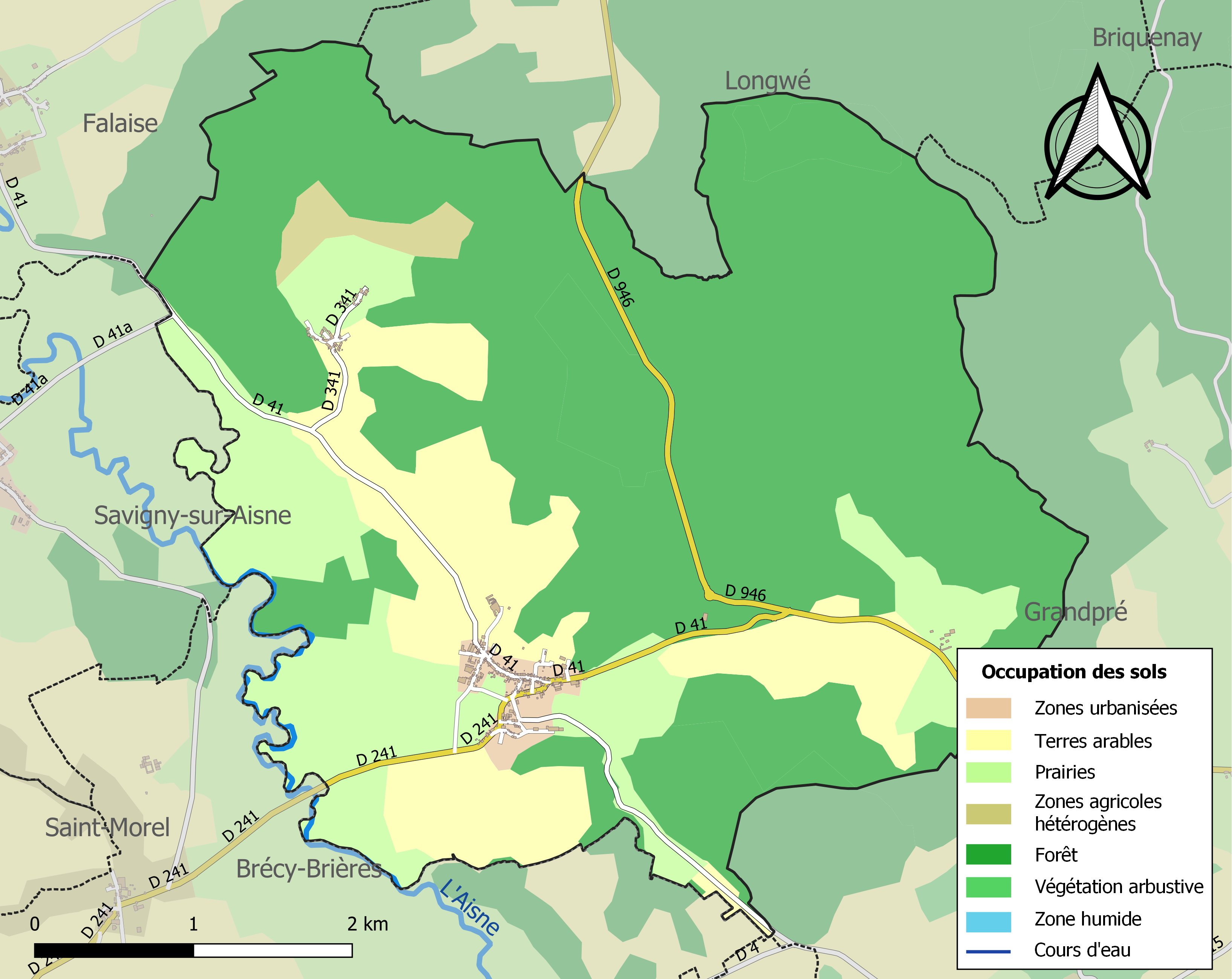
Carte des infrastructures et de l'occupation des sols de la commune en 2018 (CLC).

## Toponymie
Hypothèse envisagée parfois, le terme néerlandais logie (prononcé lozie dans certaines régions flamandes), équivalent du français loge « cabane, abri sommaire ».

## Politique et administration
| Période                                  | Période   | Identité           | Étiquette | Qualité   |
| ---------------------------------------- | --------- | ------------------ | --------- | --------- |
| avant 1995                               | ?         | Roger Coutier      | DVD       |           |
| mars 2001                                | mars 2008 | Daniel Servais     |           |           |
| mars 2008                                | 2020      | Marie-Hélène Dever |           | Retraitée |
| juillet 2020                             | En cours  | Lionel Roger Vairy |           |           |
| Les données manquantes sont à compléter. |           |                    |           |           |

## Démographie
L'évolution du nombre d'habitants est connue à travers les recensements de la population effectués dans la commune depuis 1793. Pour les communes de moins de 10 000 habitants, une enquête de recensement portant sur toute la population est réalisée tous les cinq ans, les populations de référence des années intermédiaires étant quant à elles estimées par interpolation ou extrapolation. Pour la commune, le premier recensement exhaustif entrant dans le cadre du nouveau dispositif a été réalisé en 2006.

En 2022, la commune comptait 224 habitants, en évolution de −3,86 % par rapport à 2016 (Ardennes : −2,97 %, France hors Mayotte : +2,11 %).
| 1793 | 1800 | 1806 | 1821 | 1831 | 1836 | 1841 | 1846 | 1851 |
| ---- | ---- | ---- | ---- | ---- | ---- | ---- | ---- | ---- |
| 425  | 508  | 473  | 532  | 657  | 707  | 707  | 721  | 712  |

| 1866 | 1872 | 1876 | 1881 | 1886 | 1891 | 1896 | 1901 | 1906 |
| ---- | ---- | ---- | ---- | ---- | ---- | ---- | ---- | ---- |
| 708  | 604  | 586  | 583  | 550  | 533  | 537  | 505  | 474  |

| 1911 | 1921 | 1926 | 1931 | 1936 | 1946 | 1954 | 1962 | 1968 |
| ---- | ---- | ---- | ---- | ---- | ---- | ---- | ---- | ---- |
| 462  | 355  | 334  | 294  | 257  | 274  | 270  | 234  | 219  |

| 1975 | 1982 | 1990 | 1999 | 2006 | 2011 | 2016 | 2021 | 2022 |
| ---- | ---- | ---- | ---- | ---- | ---- | ---- | ---- | ---- |
| 213  | 231  | 204  | 205  | 222  | 217  | 233  | 229  | 224  |

## Culture locale et patrimoine

### Lieux et monuments
- Église Saint-Pierre-aux-Liens d'Olizy classée monument historique en 1913[23].
- Église de Primat.
- Parc Argonne Découverte.

### Héraldique
|  | Les armoiries de Olizy-Primat se blasonnent ainsi : D'azur à la tête de lion arrachée d'argent enfermée dans un annelet d'or, au chef cousu de gueules chargé de trois serres d'aigle d'or. |